# Милена Батак
Милена Батак (Београд, 12. јануар 1979) је српска сликарка.

## Биографија
Рођена је 12. јануара 1979. у Београду. Дипломирала је 2004. и магистрирала 2009. на Факултету ликовних уметности Универзитета уметности у Београду. Члан је Удружења ликовних уметника Србије од 2005. године. Самостално је излагала у уметничкој галерији „Стара капетанија” у Земуну са изложбом „Записи” 2006. и у галерији „Излози” на Факултету ликовних уметности Универзитета уметности у Београду са магистарском изложбом „Простори” 2009. Учествовала је на групним изложбама Video case traveling exhibition у галерији Факултета ликовних уметности Универзитета уметности у Београду 2000, Alternative exhibition Visionarty movement у Савременој галерији Отвореног универзитета Суботица 2001, изложбама цртежа и скулптура малог формата студената Факултета ликовних уметности Универзитета уметности у Београду у галерији Дома омладине Београда 2001—2004, изложби награђених радова студената Факултета ликовних уметности Универзитета уметности у Београду 2002—2003, изложби нових чланова УЛУС-а у Уметничком павиљону „Цвијета Зузорић” 2005, Јесењој изложби УЛУС-а 2006. и 2010. у Уметничком павиљону „Цвијета Зузорић”, изложби у Децембарском салону у Галерији УЛУС 2007, Летњој продајној изложби и изложби „Поетски простори – цртеж и скулптура” у Галерији УЛУС и изложби „30×30” у Савременој галерији Зрењанин 2008, Продајној изложби чланова УЛУС-а поводом Летње универзијаде 2009. и седамнаестој изложби цртежа у Културном центру Шабац. Добитник је награде за мозаик Факултета ликовних уметности Универзитета уметности у Београду 2003. године. Одржала је радионицу мозаика у оквиру Летње школа Универзитета уметности у Београду у Сирогојну 2003.